# Santana (ban nhạc)
Santana là ban nhạc rock người Mỹ, được thành lập tại California vào năm 1966 với thành viên chủ chốt là nghệ sĩ guitar người Mỹ gốc Mexico Carlos Santana. Ban nhạc có được sự chú ý từ cộng đồng yêu nhạc với phần thể hiện ca khúc "Soul Sacrifice" tại lễ hội Woodstock năm 1969. Album đầu tay của họ Santana (1969) trở thành một trong những album bán chạy nhất năm, tiếp đó là thành công của Abraxas (1970) và Santana III. Đội hình của họ thường xuyên bị xáo trộn. Việc Carlos Santana theo phái của guru Sri Chinmoy đã biến âm nhạc của họ ngày một huyền bí, nhưng vẫn không tách rời với yếu tố Latin thương hiệu.
Năm 1998, ban nhạc được xướng danh tại Đại sảnh Danh vọng Rock and Roll cho các thành viên Carlos Santana, José "Chepito" Areas, David Brown, Gregg Rolie, Michael Carabello và Michael Shrieve. Ban nhạc từng giành tới 9 giải Grammy và 3 giải Grammy Latin, tất cả đều giành được trong năm 2000. Trước đó, cá nhân Carlos Santana đã có giải Grammy cho riêng mình vào năm 1988. Với hơn 100 triệu đĩa tiêu thụ, họ cũng là một trong những nghệ sĩ bán chạy nhất mọi thời đại. Năm 2013, Santana tuyên bố tái hợp với đội hình đầu tiên để ra mắt album Santana IV (2016). Ban nhạc hiện vẫn đang cùng Michael Jackson giữ kỷ lục giành được nhiều giải nhất trong một lễ trao giải Grammy.

## Danh sách đĩa nhạc
- Santana (1969)
- Abraxas (1970)
- Santana III/Man With an Outstretched Hand (1971)
- Caravanserai (1972)
- Welcome (1973)
- Borboletta (1974)
- Amigos (1976)
- Festivál (1977)
- Moonflower (1977)
- Inner Secrets (1978)
- Marathon (1979)
- Zebop! (1981)
- Shangó (1982)
- Beyond Appearances (1985)
- Freedom (1987)
- Spirits Dancing in the Flesh (1990)
- Milagro (1992)
- Supernatural (1999)
- Shaman (2002)
- All That I Am (2005)
- Guitar Heaven  (2010)
- Shape Shifter (2012)
- Corazón (2014)
- Santana IV (2016)